# Wadi Daliyeh
Wadi Daliyeh (arabisch وادي دالية) bezeichnet eine Gruppe archäologischer Fundstätten in einem Tal etwa 14 km nördlich von Jericho, bzw. 25 km nördlich von Khirbet Qumran im Westjordanland. Die höchste Funddichte weist die Höhle von Abu Shinjeh (arabisch مغارة ابو سخبه) auf. Wadi Daliyeh ist der nördlichste Fundort von Handschriften in der Region am Westufer des Toten Meeres und im unteren Jordantal. Die aus diesem Wadi stammenden, sogenannten Samaria-Papyri (Wadi Daliyeh Samaria Papyri, Abkürzung WDSP) sind auch die ältesten antiken Textfunde der Region.

## Entdeckung der Höhle
Taʿâmireh-Beduinen entdeckten zu einem unbekannten Zeitpunkt im Wadi Daliyeh die Höhle von Abu Shinjeh. Außer auf zahlreiche Skelette stießen sie darin auf Papyri und brachten diese in den Antikenhandel. Im Frühsommer 1962 hörte man in Jerusalem gerüchteweise, nach den Schriftrollen vom Toten Meer aus den Qumran-Höhlen sei eine neue Höhle mit antiken Texten entdeckt worden. Yusef Saʿad, der Kurator des Palestine Archaeological Museums, und Roland de Vaux, der Direktor der École biblique et archéologique française de Jérusalem, zeigten Paul W. Lapp, dem Direktor der American School of Oriental Research, einen beidseitig aramäisch beschriebenen Papyrus. Dies war sozusagen eine Probe eines ganzen Papyrusbündels, das sich im Besitz des Bethlehemer Antikenhändlers Khalil Iskandar Schahin (Kando) befand. Lapp datierte den Papyrus paläografisch ins 4. Jahrhundert v. Chr. Für diese frühhellenistische Zeit gibt es wenige Quellen der Geschichte Palästinas. Im November 1962 kaufte die American Society of Oriental Research mehrere Pappschachteln mit Papyri und Bullae. Am 2. Dezember zeigten die Taʿâmireh Yusef Saʿad die relativ schwer zugängliche Höhle, aus der die Objekte stammten. Paul W. Lapp leitete im Januar 1963 Probegrabungen in der Höhle Abu Shinjeh sowie einer zweiten Höhle ʿArâq en-Naʿsâneh mit Funden aus der Mittelbronzezeit I. Die Grabungen in der Höhle Abu Shinjeh wurde durch Mengen von Fledermaus-Guano erschwert. In hinteren Teilen der Höhle wurden ungestörte Depots von Keramik des 4. Jahrhunderts v. Chr. sowie menschliche Skelette gefunden. Das Team fand bei dieser Grabung über 80 Skelette von Männern, Frauen und Kindern; Lapp schätzte die Gesamtzahl auf 200 Individuen. Außer Papyri und Bullae barg die Höhle auch Textilien (Kleidungsreste), Schmuck und Reste von Lebensmitteln, vor allem aber Keramik.

## Befunde
Aus den Funden in der Höhle Abu Shinjeh entsteht das Bild einer Gruppe von Geflüchteten, die ihre wertvollste Habe mit sich führten, und dazu gehörten die gesiegelten Dokumente. Es gibt 37 Papyri; mit der Ausnahme eines griechischen Textes sind alle in Reichsaramäisch abgefasst. Der Ausstellungsort dieser Privatverträge ist die Stadt Samaria, meist geht es um den Sklavenverkäufe, daneben um Immobilien und Pfandgeschäfte. Einige Sklaven tragen jüdische Namen. Die Dokumente sind datiert zwischen 375 und 332 v. Chr. Innerhalb des Textkorpus lassen sich drei Privatarchive unterscheiden: Dokumente des Jehopadajni, des Neṭira und des Jehonur. Die Bullae zeigen teils persische, teils hellenistische Motive. Diese Momentaufnahme weist darauf hin, dass in Samaria im 4. Jahrhundert verschiedene kulturelle Einflüsse wirksam waren.
Frank Moore Cross Jr. schlug vor, dass es sich bei der Flüchtlingsgruppe, die in der Höhle Zuflucht suchte, um Angehörige der Oberschicht Samarias handle. Nach einem Aufstandsversuch, bei dem der von Alexander dem Großen eingesetzte Statthalter Samarias, Andromachos, lebendig verbrannt wurde, seien die Verantwortlichen geflohen, aber von makedonischen Soldaten in der Höhle entdeckt und getötet worden. Jan Dušek schreibt allgemeiner, es handle sich um eine Gruppe von Einwohnern Samarias, die 331 v. Chr. vor den Truppen Alexanders geflohen sei. Als Todesursache wird eine Rauchvergiftung durch ein vor der Höhle entfachtes Feuer vermutet.
Die Papyri, Bullae und weiteren Funde aus dem Wadi Daliyeh befinden sich heute im Rockefeller Museum.